# حصار إسترغوم
حصار إسترغوم وقع بين 25 يوليه إلى 10 أغسطس 1543 عندما حاصر الجيش العثماني بقيادة السلطان سليمان القانوني مدينة إزترغوم (تقع في المجر الآن). وتم فتح المدينة من قبل العثمانيين بعد أسبوعين.

## خلفية الحصار
كان الحصار جزءا من الصراع بين هابسبورغ والعثمانيين بعد وفاة حاكم المجر،
يانوش زابوليا، في 20 يوليو 1540
. هذا جزء من «عصر حروب القلعة» في التاريخ الهنغاري.
 وكان سليمان استولى على المدن بودا وبست في عام 1541، مما أتاح له السيطرة القوية على وسط المجر. تم إنشاء مقاطعة (بكلربكي) بودا في هذه المناسبة. 
كجزء من التحالف الفرنسي العثماني، اشتركت قوات فرنسية وقوات عثمانية في الحملة على المجر، وحدة المدفعية فرنسية أوفدت في 1543-1544 وإنضمت للجيش العثماني. وفي الوقت نفسه، في البحر الأبيض المتوسط، سليمان قد أرسل أميرال الأسطولخير الدين بربروس للتعاون مع الفرنسيين، مما قاد إلى حصار نيس.

## الحصار
الحصار أعقب محاولة فاشلة من قبل فرديناند الأول إمبراطور النمسا لاستعادة بودا في 1542. تبع حصار العثمانيين الاستيلاء على المدينة المجرية المتوجة سيكشفهيرفار في سبتمبر عام 1543. المدن الأخرى التي تم القبض خلال هذه الحملة شيكلوش وزيجيد من أجل حماية أفضل بودا. ومع ذلك، سليمان امتنع عن المضي قدما إلي فيينا هذه المرة على ما يبدو لأنه كان لا يملك أخبار حملات التحالف الفرنسي في أوروبا الغربية في البحر الأبيض المتوسط.
بعد نجاح حملة العثمانيين، تم توقيع هدنة أولى من عام واحد مع كارلوسهابسبورغ الخامس في عام 1545 طريق فرانسيس الأول ملك فرنسا. سليمان نفسه كان مهتما في إنهاء الأعمال العدائية، كما كان هناك حملة تحدث في بلاد فارس وهي الحرب العثمانية الصفوية (1532–1555). بعد ذلك بعامين، فرديناند وكارلوس الخامس اعترفا بالسيطرة العثمانية الكاملة على المجر في معاهدة أدرنه 1547، وفرديناند وافق على دفع جزية سنوية من 30,000 فلورين من الذهب عن ممتلكاتهم في هابسبورغ في شمال وغرب المجر.
ونتيجة لهذه الفتوحات، بقى وسط المجر تحت السيطرة العثمانية حتى 1686.

## معرض

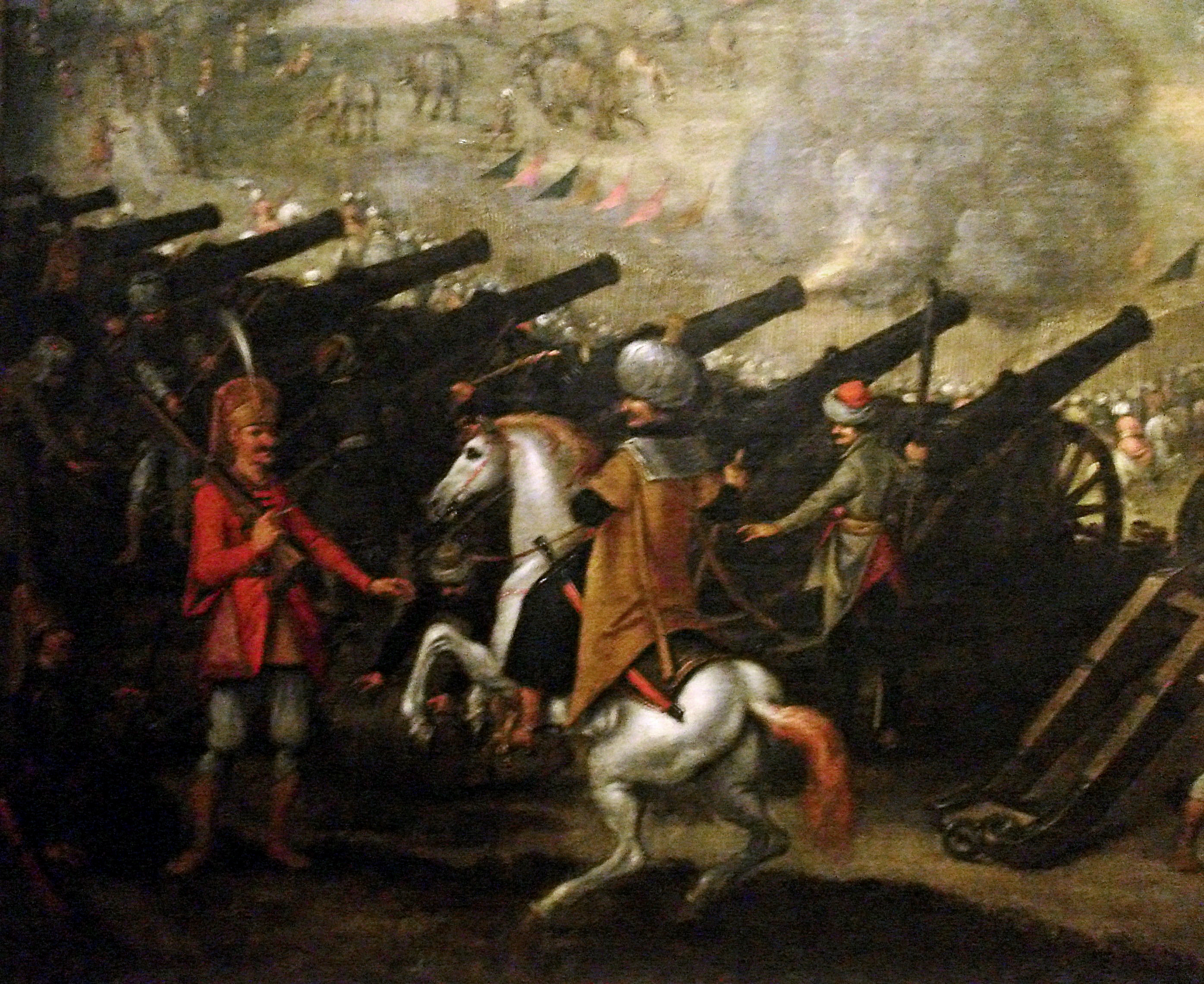
ضرب المدافع في حصار ازترغوم 1543.
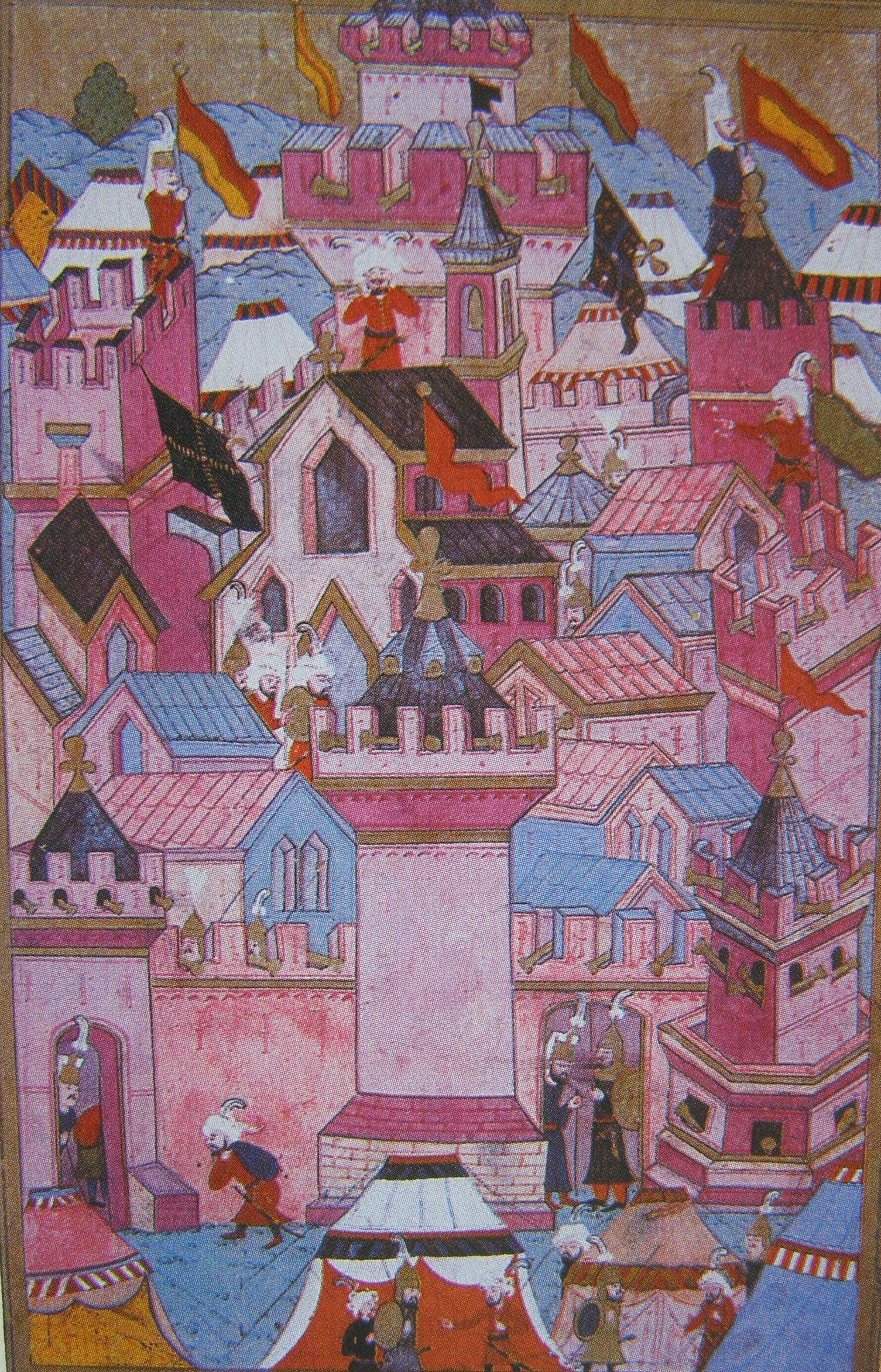
حصار ازترغوم عام 1543، منمنمة مجرية.
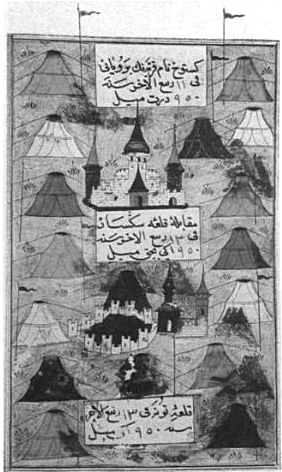
المراحل والمسافات إلى قلعة ازترغوم (رسم عثماني).
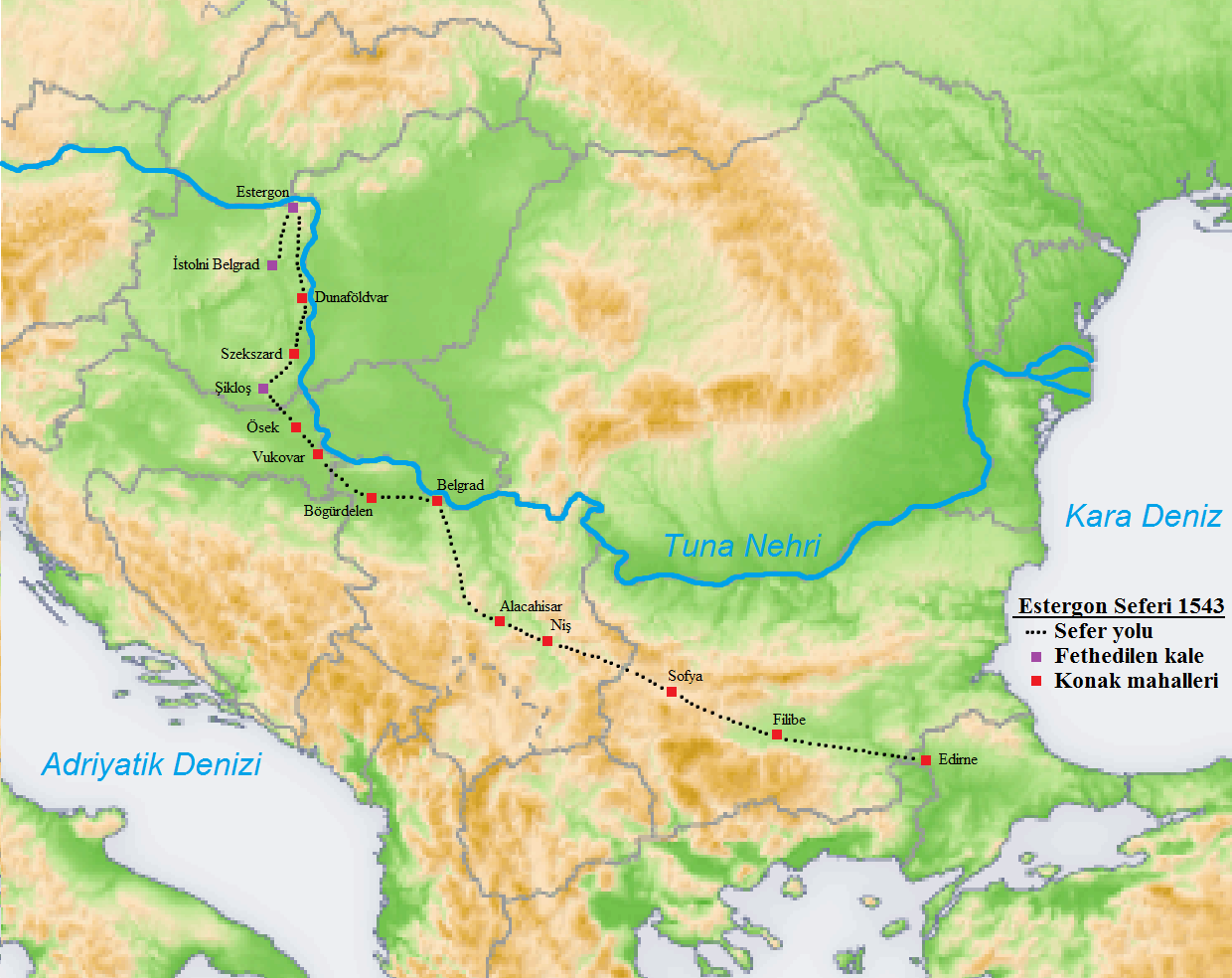
طريق حملة الجيش العثماني.